# Старовойтова Галина Василівна
Гали́на Васи́лівна Старово́йтова (17 травня 1946, Челябінськ, Російська РФСР — 20 листопада 1998, Санкт-Петербург, Росія) — російська політична та громадська діячка, фахівець у галузі міжнаціональних відносин, правозахисник, кандидат історичних наук. Застрелена у своєму будинку.

## Життєпис
Галина Старовойтова народилась у місті Челябінськ 17 травня 1946 року у родині військового конструктора білоруса Василя Старовойтова та росіянки Римми Потапової. 1948 року з родиною повернулась з евакуації до Ленінграда.
Старовойтова провчилася 3 курси в Ленінградському Воєнно-механічному інституті та в 1966 році перевелась на психологічний факультет ЛДУ імені Жданова та отримала диплом з відзнакою з соціальної психології в 1971 році. У 1973—1976 роках Галина Старовойтова закінчила аспірантуру соціальної антропології в Інституті етнографії АН СРСР.

## Наукова діяльність
Проводила докторські дослідження наприкінці 1970-х років, акцентуючи увагу на чутливій темі того часу, зокрема на ролі етнічних груп у радянських містах. У 1980 році захистила кандидатську дисертацію «Проблеми етносоціології та іноетнічних груп у сучасному місті», що була опублікована в 1987 році, яка мала у основі дослідження татар Ленінграда. Широко відомі її публікації з антропологічної теорії, міжкультурні дослідження та з кавказької антропології на основі польової роботи, переважно в районах Нагірного Карабаху та Абхазії. На початку 1988 року, після народження вірменського національно-демократичного руху, вона стала прихильником самовизначення Нагірно-Карабахськох автономної області. У грудні 1988 року вона супроводжувала академіка Андрія Сахарова у доленосній поїздці до Вірменії, Азербайджану та Карабаху для спроби посередництва та примирення. З 1994 по 1998 роки вона була запрошеним викладачем Інституту міжнародних досліджень Браунського університету в Провіденсі, штат Род-Айленд, з лекціями з політики самовизначення етнічних меншин.

## Політична діяльність

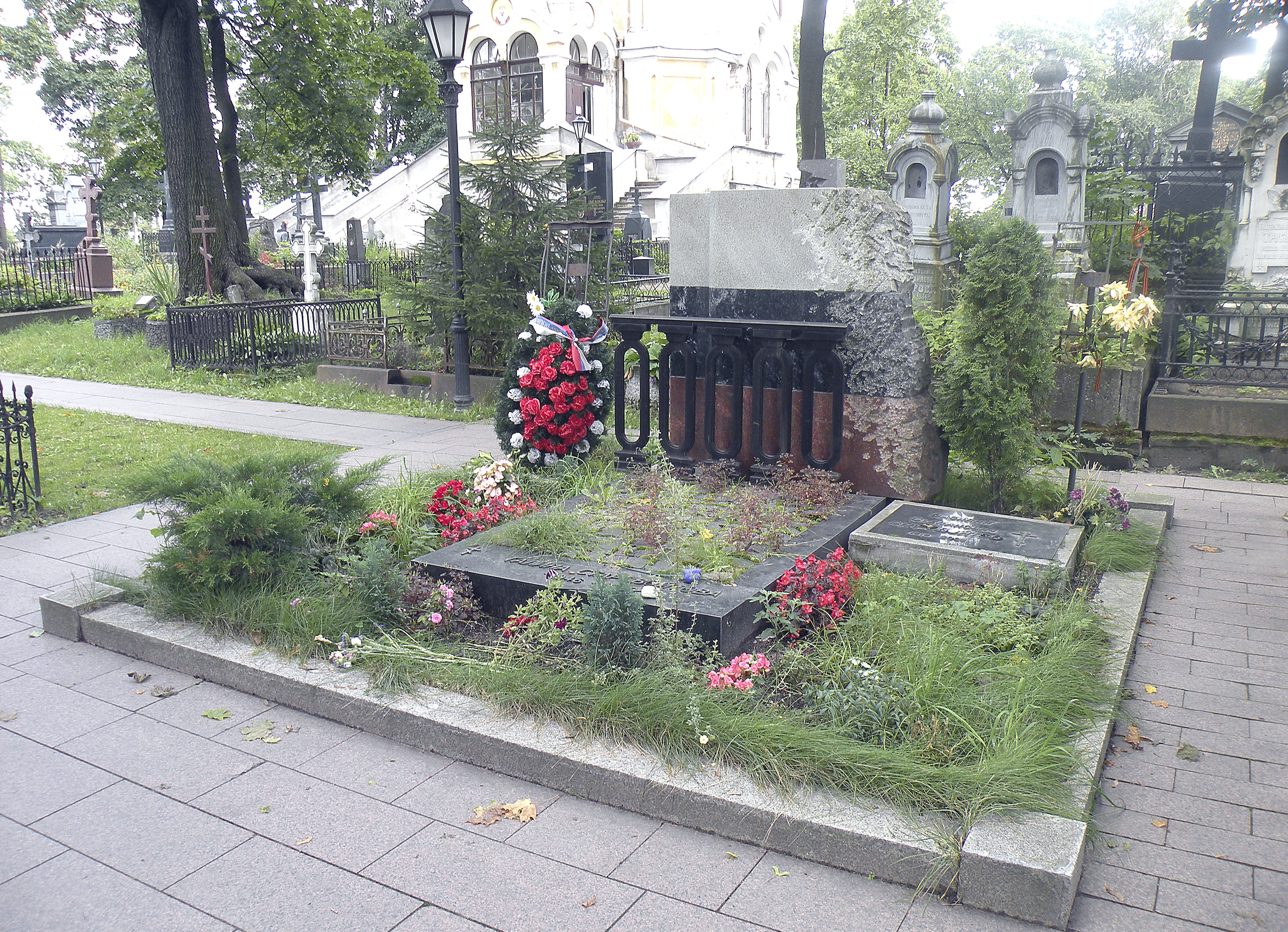
Місце поховання

У посткомуністичній Росії послідовно виступала за необхідність притягнення до відповідальності організаторів і провідників політики тоталітаризму. У грудні 1992 року внесла до Верховної Ради РФ законопроєкт «Про заборону на професії для провідників політики тоталітарного режиму». У ньому пропонувалося піддати професійним обмеженням працівників партапарату Комуністичної партії, штатних співробітників і агентуру радянських і російських спецслужб. У 1997 році повторно намагалася внести цей документ на розгляд Держдуми РФ, але закон так і не було прийнято.
Фактично була прихильником люстрації в Росії.
Очолювала партію «Демократична Росія».

## Вбивство
20 листопада 1998 року Старовойтову було розстріляно у під'їзді її багатоквартирного будинку. Під час нападу був поранений її помічник Руслан Ліньков. Розслідування вбивства проходило під особистим контролем міністра внутрішніх справ Сергія Степашина, відомого члена прозахідної партії Яблуко, колишнього боса реформаторської ФСБ при Єльцині та майбутнього прем'єр-міністра Росії.
У червні 2005 року двох вбивць, Юрія Колчина та Віталія Акішина, було засуджено відповідно до 20 та 23 років позбавлення волі. Акішин був названий тим, хто натиснув на курок, а Колчин — тим, хто організував атаку. 28 вересня 2006 року В'ячеслава Лелявіна засудили до 11 років ув'язнення за роль в організації вбивства. Сергій Мусін, Олег Федосов та Ігор Богданов все ще розшукуються для розслідування.
За даними офіційного розслідування, вбивство було організовано колишнім нападником ГРУ Юрієм Колчиним. Однак людей, які замовили це вбивство і заплатили за нього, так і не було знайдено. Валерія Новодворська заявила, що російські служби держбезпеки вбили Старовойтову, щоб усунути її вплив на Бориса Єльцина та її опір при призначенні екс-генерала КДБ Євгена Примакова на посаду прем'єр-міністра. Новодворська припустила, що генерал ФСБ Віктор Черкесов супроводжував Старовойтову безпосередньо перед смертю, бо знав, що її мають вбити.
По смерті Старовойтової партію очолив Юлій Рибаков.